# 허형 (원)
허형(許亨, 1209년~1281년)은 원나라의 유학자이다. 휘는 형(衡), 자(字)는 중평(仲平)이며, 호(號)는  노재(魯齋)이다. 
산서성(山西省) 회주(懷州) 출생으로 원나라의 주자학을 대표하였으며, 사서(四書) 외에 주자가 편찬한 《소학》을 특히 중시하였다. 
저서에는 『허노재선생심법(許魯齋先生心法』1권, 『허노재전서(許魯齋全書)』7권 등이 있다.

## 참고 자료
- 松田孝一「チンギス・カンをめざした「賢き皇帝（セチェン・カアン）」」『アジア人物史 第5巻モンゴル帝国のユーラシア統一』集英社、2023年
- 安部健夫『元代史の研究』創文社、1972年
- 藤野彪／牧野修二編『元朝史論集』汲古書院、2012年
- 『元史』巻158 列伝第45 許衡伝
- 『新元史』巻170	列伝第67 許衡伝